# 瓦伦蒂娜·图里西尼
瓦伦蒂娜·图里西尼（義大利語：Valentina Turisini，1969年8月16日—），意大利女子射击运动员。她曾代表意大利参加2004年和2008年夏季奥林匹克运动会射击比赛，其中2004年奥运会获得一枚银牌。